# 141 هـ
141 هـ هي سنة في التقويم الهجري امتدت مقابلةً في التقويم الميلادي بين سنتي 758 و759.

## وفيات
- موسى بن كعب التميمي أحد نقباء وأمراء بني العباس.
- موسى بن عقبة
- أبان بن تغلب
- يوسف بن عبد الرحمن الفهري
- عثمان بن نهيك